# Polycentropus mexicanus
Polycentropus mexicanus är en nattsländeart som först beskrevs av Banks 1901.  Polycentropus mexicanus ingår i släktet Polycentropus och familjen fångstnätnattsländor. Inga underarter finns listade i Catalogue of Life.